# Citroën BX

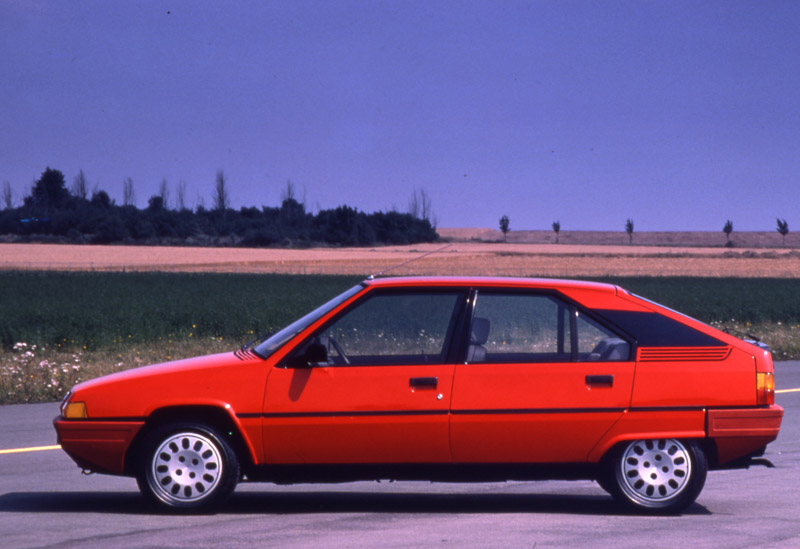
Citroën BX

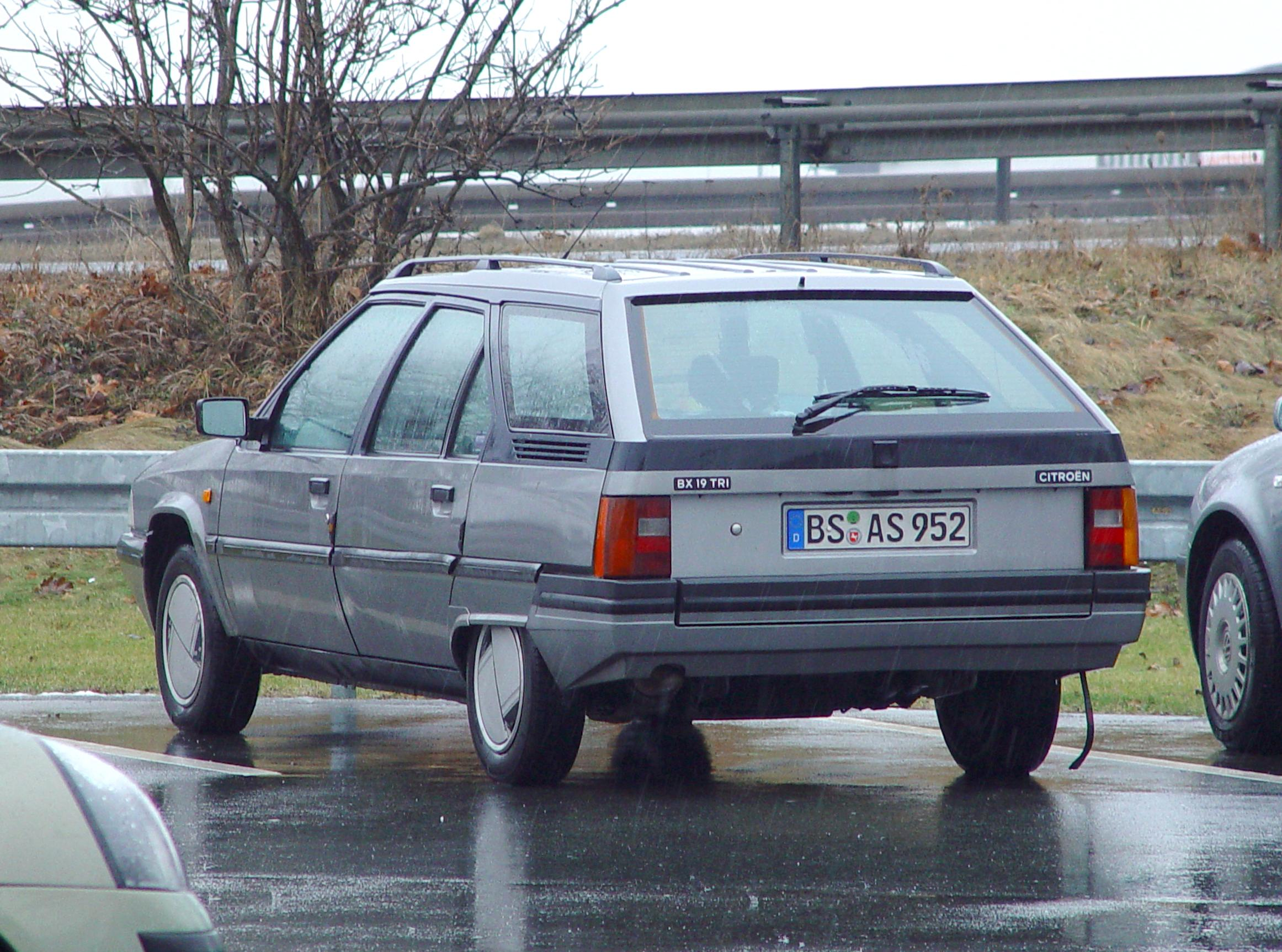
Citroën BX19 TRI Break, 1991

Citroën BX är en personbil från Citroën som tillverkades mellan 1982 och 1994, kombin Break kom 1985. BX ersatte Citroën GSA. BX tillverkades med 6 olika motorer, allt från 1,4 till 1,9 liter. En 16-ventilsmotor kom 1987 och var på hela 160 hk (148 hk i Sverige med katalysator) och två olika dieselmotorer, 1,8 och 1,9 liter fanns också, den förra med laddluftkylning och turbo. BX fanns även som fyrhjulsdriven. De många BX-varianterna spände över ett stort prisintervall, varför den kunde konkurrera såväl med mindre bilar i Golfklassen som större i mellanklassen. I Teknikens Värld har den till exempel deltagit i jämförelsetester mot såväl Ford Escort som Ford Sierra.
Grundtekniken baserades på Peugeot 305, och kom senare att användas även i Peugeot 405. Hjulupphängningen bak hämtades från 305 Break, som hade liggande fjäderpaket för att ge större bagageutrymme. En stor skillnad mot övriga bilar i klassen var fjädringen. Precis som i företrädaren GS/GSA användes Citroëns berömda gashydrauliska fjädring. I övrigt skilde sig konstruktionen mycket från föregångaren, bland annat försvann den luftkylda boxermotorn. Citroën BX hade gashydraulisk fjädring och i vissa fall servostyrning och fyrväxlad automatlåda från ZF AG. 
Modelluppdatering skedde 1987 med ny instrumentering med konventionella mätare, nya stötfångare och främre blinkers. Tidigare hade modellen lite speciell instrumentering, där till exempel hastighetsmätaren liknade en badrumsvåg, på det sättet att skalan rörde sig och det aktuella värdet visades i ett litet fönster med förstoringsglas. BX var innovativ såtillvida att man använde mycket plast i karossen, vilket minskade vikt och rostkänslighet. Kuriosa är att designen på bilen ursprungligen var från en designstudie som Bertone gjorde åt Volvo, Volvo Tundra, och som Volvo ratade.
BX blev en stor succé, 2,3 miljoner tillverkades och bidrog starkt till att få Citroën "på fötter". Även på tävlingsbanorna var den framgångsrik, dels i rallycross genom Jean-Luc Pallier som körde en 240 hk stark BX 16V, i konkurrens bland annat med Renault 21 Turbo, Opel Kadett GSI, BMW M3 och Ford Sierra Cosworth. I rallyns värstingklass Grupp B, som fanns på 1980-talet, deltog två fabriks-BX (BX 4TC), men de stora framgångarna uteblev då. 
Framgångarna kom istället i Sverige. Generalagenten ville höja BX image och väntade dessutom på en fyrhjulsdriven BX 16V. Därför ville man ta fram en rally-BX. Juniortalangen Magnus Gustafsson från Skepptuna MK blev den som byggde och provade ut bilen helt från grunden, då ingen kört rally med BX innan. Till att börja med körde Gustafsson med standardmotorn, men senare byggdes en grupp A-motor av Kent Jönsson på Custom Racing i Örebro. Effekten var över 200 hk.
Bilen höll dåligt till att börja med, men provades ut till att bli en snabb och hållbar bil. Gustafsson vann ett antal mindre tävlingar och blev klasstvåa i Svenska Rallyt 1992. Senare vann han 2-litersklassen i Sydsvenska Rallyt. Bilen hade Hydractiv fjädring från Citroën XM och var läckert lackerad i vitt och rött.
I Sverige såldes till att börja med BX 16RS och TRS, samt 19 RD (diesel). Senare kom Break, 14RE o 19GT. När katalysator infördes 1987-1989 i Sverige kom först 19TRI kat 1987, sedan 16RS kat och 16V kat 1988. 1989 tillkom 14RE och 19GTI (8v). Från 1990 infördes bokstavsbeteckningarna TGE och TZI istället för RE och TRI. Sista två åren i Sverige, 1992–1993, såldes endast de mer påkostade BX 14 Contour och BX 16 Millesime. Övriga BX kunde då beställas som specialorder.
Modellen ersattes av Citroën ZX 1992 och Citroën Xantia, som kom 1994.